# توني مارتن (لاعب كرة قدم)
توني مارتن (بالإنجليزية: Tony Martin)‏ (5 سبتمبر 1965 بميامي في الولايات المتحدة - ) هو لاعب كرة قدم أمريكية ولاعب كرة قدم أمريكي في مركز مستقبل واسع ‏. لعب مع سان دييغو تشارجرز وميامي دولفينز وأتلانتا فالكونز.

## وصلات خارجية
- توني مارتن على موقع مرجع كرة القدم المحترفة.كوم (الإنجليزية)